# Straden
Straden è un comune austriaco di 3 647 abitanti nel distretto di Südoststeiermark, in Stiria; ha lo status di comune mercato (Marktgemeinde). Il 1º gennaio 2015 ha inglobato i comuni soppressi di Hof bei Straden, Krusdorf e Stainz bei Straden.